# Primi ministri del Belize
Lista dei capi di governo del Belize (ex Honduras britannico) dal 1961 (data di creazione della carica di First Minister).

## Lista

### First Minister dell'Honduras britannico
| Immagine | Nominativo         | Durata della carica             |
| -------- | ------------------ | ------------------------------- |
|          | George Cadle Price | 7 aprile 1961 - 1º gennaio 1964 |

### Premier dell'Honduras britannico
| Immagine | Nominativo         | Durata della carica              |
| -------- | ------------------ | -------------------------------- |
|          | George Cadle Price | 1º gennaio 1964 - 1º giugno 1973 |

### Premier del Belize
| Immagine | Nominativo         | Durata della carica                |
| -------- | ------------------ | ---------------------------------- |
|          | George Cadle Price | 1º giugno 1973 - 12 settembre 1981 |

### Primi ministri del Belize
| Immagine | Nominativo         | Durata della carica                  |
| -------- | ------------------ | ------------------------------------ |
|          | George Cadle Price | 12 settembre 1981 - 17 dicembre 1984 |
|          | Manuel Esquivel    | 17 dicembre 1984 - 7 settembre 1989  |
|          | George Cadle Price | 7 settembre 1989 - 3 luglio 1993     |
|          | Manuel Esquivel    | 3 luglio 1993 - 28 agosto 1998       |
|          | Said Musa          | 28 agosto 1998 - febbraio 2008       |
|          | Dean Barrow        | 8 febbraio 2008 - 12 novembre 2020   |
|          | Johnny Briceño     | 12 novembre 2020 - in carica         |